# 阿弗罗CF-103
阿弗罗CF-103是20世纪50年代初由加拿大阿弗罗公司设计的一款截击机。当时加拿大皇家空军正开始列装阿弗罗公司设计生产的的CF-100“加拿大人”战斗机，公司在CF-100的基础上开始研发CF-103，并希望它在未来取代CF-100。
尽管CF-103设计具备跨音速飞行能力，但其性能和作战能力相较于CF-100提升有限，因此CF-103最终未能超越模型样机阶段，没有开始详细设计和生产。

## 设计与发展
在CF-100原型机试飞之前，阿弗罗公司就已开始研究该机的改进型号，因为加拿大皇家空军当时正寻求一款高速性能更出色的截击机。由于CF-100采用的较厚的平直翼存在明显局限性，总设计师约翰·弗罗斯特（John Frost）提出了一系列改进方案，包括采用更薄的后掠翼。1950年12月，阿弗罗飞机设计局决定推进“C-100S”项目，其主要内容是将早期CF-100的机身结构与全新的后掠翼及尾翼相结合。
弗罗斯特将这一新设计视为CF-100与更先进的“C-104”项目之间的过渡机型。对机翼的主要改动包括减小机翼弦长和厚度，前缘采用42°后掠角，形成接近三角翼的形状。尾翼同样采用后掠设计。其中一个版本还在机翼内设置了两个流线型油箱，与机翼的结构相融合。
尽管采用了更强劲的发动机，但这次设计的性能提升十分有限——设计最大俯冲速度为0.95马赫，仅略高于量产型CF-100 Mk-2和Mk-3的0.85马赫。阿弗罗公司的高管们意识到，公司已因CF-100的漫长研发过程遭受损失，因此他们认为弗罗斯特的改进设计可作为一种“保障”，以应对CF-100可能无法获得长期合同的风险。
1951年，加拿大贸易和商业部（现加拿大工业部）下达订单，要求制造两架原型机和一个用于静态测试的机身，项目代号为CF-103。1951年6月，模具、工具和详细工程图纸均已准备就绪；同年11月，在康奈尔大学完成了风洞测试。
尽管CF-103的木质模型样机已经完成制造，还单独制作了部分框架成型的驾驶舱区域和发动机部分，但该模型样机未安装起落架，也无任何内部设备。在模型样机上尝试了两种不同的尾翼设计：初期方案仅尾翼前缘采用后掠设计，而最终版本的尾翼后掠角更大。
CF-103拟装配的阿弗罗“奥林达17”喷气发动机当时尚未完全研制成功，其工程设计和安装要求尚未最终确定。

## 取消
1951年间，由首席研发试飞员雅努什・茹拉科夫斯基少校及试飞部门其他成员开展的飞行测试显示，CF-100的研发潜力已超越CF-103的预期性能范围；与此同时，弗罗斯特及其设计团队开始专注于更复杂的设计方案，并将其作为CF-100的潜在替代机型。因此，CF-103的研发工作陷入停滞，原定于1952年夏季进行的首飞被推迟至1953年中旬。
随着冷战压力不断加剧，加拿大政府要求优先推进CF-100最新型号的生产和CF-100系列更先进衍生型号的研发。1951年11月，CF-103的风洞测试完成。结果显示，若不进行大幅度改进，该机可能无法实现超音速俯冲；同时，当前的气动布局方案是否能达到最大设计速度也存在疑问。加之首飞时间至少推迟至1953年6月，意味着该机型可能在量产前就已过时。这些因素共同导致CF-103项目于1951年12月终止，而公司另一设计方案“C-104”先进战斗机的优先级随之提升。编号为C-104/2的C-104机型后来逐步演变为阿弗罗CF-105“箭”式战斗机。
CF-103项目被取消后，尽管该模型样机未被拆除，而是被闲置在工厂的实验区，但一场戏剧性事件彻底断绝了重启该项目的任何可能。1952年12月18日，茹拉科夫斯基驾驶CF-100 Mk-4原型机（加拿大皇家空军序列号18112）从33000 英尺（10000米）高度俯冲，最高时速达到1.06马赫。他这次“未经授权”的试飞最终导致该模型样机被彻底拆解报废。

## 性能参数
参考资料：Avro Arrow: The Story of the Avro Arrow from its Evolution to its Extinction
基本信息
- 机组：2
- 長度：59英尺9英寸（18.21）
- 翼展：43英尺（13）
- 高度：16英尺（4.9）
- 发动机：2台阿弗罗加拿大奥林达17（英语：Avro Canada Orenda）加力涡轮喷气发动机，每台7,275磅力（32.36千牛頓）推力 干推力，8,490磅力（37.8千牛頓） 带后燃器

性能
- 最大速度：647英里每小時（1,041每小時；562節）
- 最大速度：0.85馬赫
- 最大限制速度：0.95马赫

武器

计划安装

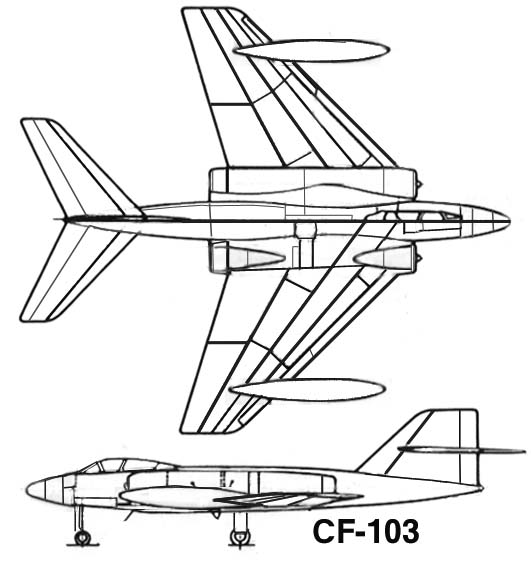
1950年时CF-103的原始概念

- 8挺0.5英寸勃朗宁M3机枪，每枪备弹200发。

### 相关列表
- 加拿大空军飞机名录（英语：List of aircraft of the Canadian Air Force）

## 引用
1. 1 2 3  Milberry 1984，第317頁.
2. 1 2  Milberry 1981，第48頁.
3. 1 2 3 4 5 6  Arrowheads 2004，第11頁.
4. 1 2  Campagna 2003，第55頁.
5. 1 2  Zuk 2001，第28頁.
6. 1 2  Milberry 1981，第49頁.
7. 1 2 3 4  Valiquette 2009，第74頁.
8. ↑  Page 1981，第70頁.
9. ↑  Page 1981，第68頁.
10. ↑  Milberry 1984，第258頁.
11. ↑  Arrowheads 2004，第11-12頁.
12. 1 2  Arrowheads 2004，第12頁.
13. ↑  Milberry 1981，第48-49頁.
14. ↑  Stewart 1991，第228頁.
15. ↑  Zuk 2004，第184頁.